# Tour d'essai de TK-Elevator
La tour d'essai de TK-Elevator (en allemand TK-Elevator-Testturm) est une une tour d'essai d'ascenseur de 246 mètres de haut utilisée pour tester les ascenseurs express et à grande vitesse. Elle  située à Rottweil dans le Bade-Wurtemberg, dans le sud-ouest de l'Allemagne. Construite de 2014 à 2017 par Thyssenkrupp Elevator (devenu depuis TK Elevator), elle offre la plus haute plateforme pour visiteurs d'Allemagne et est la deuxième tour d'essai la plus haute au monde pour les installations d'ascenseurs. Avec les étages souterrains, qui sont également utilisés comme environnement de test pour les cages d'ascenseurs, le fût a une longueur totale de 275,5 mètres
La tour a remporté de nombreux prix d'architecture, d'ingénierie et de design et présente plusieurs caractéristiques uniques. Elle est ainsi la première construction au monde à pouvoir être mise en vibration par un pendule oscillant à l'intérieur du fût de la tour. De cette manière, les charges de vent réelles sont simulées. Le fût est recouvert d'un textile spécial en fibre de verre le long d'un tube hélicoïdal qui détermine la forme extérieure de la tour. La tour est ainsi le plus haut bâtiment recouvert de textile au monde,. 